# Забурунный (посёлок)
Забурунный — обезлюдевший пристанционный посёлок при одноимённом железнодорожном разъезде в Ольховском районе Волгоградской области, в составе Гусёвского сельского поселения.
Население — 0 (2010)

## История
Основан как посёлок железнодорожных рабочих, обслуживавших разъезд Забурунный на линии Саратов I — Иловля II Волгоградского отделения Приволжской железной дороги. Линия Саратов I — Иловля II (также известная как Волжская рокада) построена в прифронтовых условиях в 1942 году. Разъезд получил название по расположенному поблизости хутору Забурунный.
В составе Ольховского района — с момента основания (с 1963 по 1966 год посёлок относился к Камышинскому району).
В связи с завершением в 2007 году прокладки вторых путей на всем протяжении Волжской рокады от Сызрани до Волгограда необходимость разъезда в Забурунном отпала.

## Население
Динамика численности населения
| 1987 | 2002 | 2010 |
| ---- | ---- | ---- |
| ≈30  | 18   | 0    |